# Mantronix
Die Band Mantronix war das Musikprojekt des DJs und Produzenten Kurtis Mantronik. Als Graham Curtis el Khaleel in Jamaika geboren, zog Mantroniks Familie 1980 nach New York. Er tat sich mit MC Tee zusammen, um ein Demotape aufzunehmen, das den beiden einen Plattenvertrag bei Sleeping Bag Records einbrachte. 1986 veröffentlichten sie die Singles Ladies und Bassline, gefolgt von der LP The Album. Auf späteren Veröffentlichungen wanderte die Band stilistisch von Hip-Hop zu Ragga, Techno und House. Nach Erscheinen der LP The Incredible Sound Machine 1991 löste sich Mantronix auf.

## Diskografie

### Studioalben
| Jahr | Titel Musiklabel                             | Höchstplatzierung, Gesamtwochen, AuszeichnungChartplatzierungen (Jahr, Titel, Musiklabel, Platzierungen, Wochen, Auszeichnungen, Anmerkungen) | Höchstplatzierung, Gesamtwochen, AuszeichnungChartplatzierungen (Jahr, Titel, Musiklabel, Platzierungen, Wochen, Auszeichnungen, Anmerkungen) | Höchstplatzierung, Gesamtwochen, AuszeichnungChartplatzierungen (Jahr, Titel, Musiklabel, Platzierungen, Wochen, Auszeichnungen, Anmerkungen) | Anmerkungen                                                                           |
| Jahr | Titel Musiklabel                             | UK | US | R&B | Anmerkungen                                                                           |
| ---- | -------------------------------------------- | --- | --- | --- | ------------------------------------------------------------------------------------- |
| 1986 | The Album Sleeping Bag Records               | UK45 (3 Wo.)UK | — | R&B47 (15 Wo.)R&B | Erstveröffentlichung: Februar 1986 Produzenten: Kurtis Mantronik, MC Tee              |
| 1986 | Musical Madness Sleeping Bag Records         | UK66 (3 Wo.)UK | — | R&B27 (29 Wo.)R&B | Erstveröffentlichung: Dezember 1986 Produzent: Kurtis Mantronik                       |
| 1988 | In Full Effect Capitol Records               | UK39 (3 Wo.)UK | US108 (8 Wo.)US | R&B18 (13 Wo.)R&B | Erstveröffentlichung: März 1988 Produzent: Kurtis Mantronik                           |
| 1990 | This Should Move Ya Capitol Records          | UK18 Silber · (6 Wo.)UK | US161 (7 Wo.)US | R&B61 (9 Wo.)R&B | Erstveröffentlichung: Februar 1990 Produzent: Kurtis Mantronik                        |
| 1991 | The Incredible Sound Machine Capitol Records | UK36 (2 Wo.)UK | — | — | Erstveröffentlichung: März 1991 Produzenten: Kurtis Mantronik, Doug „Subsonic“ George |

### Kompilationen
- 1990: The Best Of (1986–88)
- 1999: The Best of 1985–1999
- 2002: That’s My Beat
- 2003: Remixed and Rare
- 2005: The Ultra Selection
- 2012: King of the Beats: Anthology 1985–1988

### Singles
| Jahr | Titel Album                                                 | Höchstplatzierung, Gesamtwochen, AuszeichnungChartplatzierungen (Jahr, Titel, Album, Platzierungen, Wochen, Auszeichnungen, Anmerkungen) | Höchstplatzierung, Gesamtwochen, AuszeichnungChartplatzierungen (Jahr, Titel, Album, Platzierungen, Wochen, Auszeichnungen, Anmerkungen) | Höchstplatzierung, Gesamtwochen, AuszeichnungChartplatzierungen (Jahr, Titel, Album, Platzierungen, Wochen, Auszeichnungen, Anmerkungen) | Höchstplatzierung, Gesamtwochen, AuszeichnungChartplatzierungen (Jahr, Titel, Album, Platzierungen, Wochen, Auszeichnungen, Anmerkungen) | Höchstplatzierung, Gesamtwochen, AuszeichnungChartplatzierungen (Jahr, Titel, Album, Platzierungen, Wochen, Auszeichnungen, Anmerkungen) | Höchstplatzierung, Gesamtwochen, AuszeichnungChartplatzierungen (Jahr, Titel, Album, Platzierungen, Wochen, Auszeichnungen, Anmerkungen) | Höchstplatzierung, Gesamtwochen, AuszeichnungChartplatzierungen (Jahr, Titel, Album, Platzierungen, Wochen, Auszeichnungen, Anmerkungen) | Anmerkungen |
| Jahr | Titel Album                                                 | DE | AT | CH | UK | US | R&B | Dance | Anmerkungen |
| ---- | ----------------------------------------------------------- | --- | --- | --- | --- | --- | --- | --- | --- |
| 1986 | Ladies The Album                                            | — | — | — | UK55 (4 Wo.)UK | — | — | Dance44 (3 Wo.)Dance | Erstveröffentlichung: Februar 1986 Dance-Chart-Angabe inkl. alle LP-Cuts von The Album Autoren: Kurtis Mantronik, MC Tee |
| 1986 | Bassline The Album                                          | — | — | — | UK34 (6 Wo.)UK | — | — | Dance27 (7 Wo.)Dance | Erstveröffentlichung: Mai 1986 Autoren: Kurtis Mantronik, MC Tee                                                         |
| 1987 | Who Is It? Music Madness                                    | — | — | — | UK40 (6 Wo.)UK | — | R&B68 (11 Wo.)R&B | Dance21 (9 Wo.)Dance | Erstveröffentlichung: Januar 1987 Autoren: Kurtis Mantronik, MC Tee                                                      |
| 1987 | Scream Music Madness                                        | — | — | — | UK46 (5 Wo.)UK | — | — | — | Erstveröffentlichung: Juni 1987 Autoren: Kurtis Mantronik, MC Tee                                                        |
| 1988 | Sing a Song (Break It Down) In Full Effect                  | — | — | — | UK61 (2 Wo.)UK | — | — | — | Erstveröffentlichung: Januar 1988 Autoren: Kurtis Mantronik, MC Tee                                                      |
| 1988 | Simple Simon (You Gotta Regard) In Full Effect              | — | — | — | UK72 (2 Wo.)UK | — | — | Dance19 (8 Wo.)Dance | Erstveröffentlichung: Februar 1988 Autoren: Kurtis Mantronik, MC Tee                                                     |
| 1990 | Got to Have Your Love This Should Move Ya                   | DE18 (16 Wo.)DE | AT17 (1 Wo.)AT | CH20 (5 Wo.)CH | UK4 Silber · (11 Wo.)UK | US82 (4 Wo.)US | R&B26 (12 Wo.)R&B | Dance6 (11 Wo.)Dance | Erstveröffentlichung: Dezember 1989 feat. Wondress Autoren: Bryce Luvah, Jon. E. D., Mantronik                           |
| 1990 | Take Your Time / Don’t You Want More? This Should Move Ya   | DE63 (9 Wo.)DE | — | — | UK10 (7 Wo.)UK | — | — | Dance15 (9 Wo.)Dance | Erstveröffentlichung: April 1990 feat. Wondress Autoren: Jon. E. D., Mantronik / Bryce Luvah, Kurtis Mantronik           |
| 1991 | Don’t Go Messin’ with My Heart The Incredible Sound Machine | — | — | — | UK22 (5 Wo.)UK | — | — | — | Erstveröffentlichung: Februar 1991 Autoren: Angie Stone, David Bright                                                    |
| 1991 | Step to Me (Do Me) The Incredible Sound Machine             | — | — | — | UK59 (1 Wo.)UK | — | — | Dance23 (9 Wo.)Dance | Erstveröffentlichung: Juni 1991 Autoren: Angie Stone, Kurtis Mantronik                                                   |
| 1996 | It’s Time to Party                                          | — | — | — | — | — | — | Dance42 (6 Wo.)Dance | Erstveröffentlichung: Februar 1996 feat. Aletha McQueen Autor: Kurtis Mantronik                                          |

Weitere Singles
- 1985: Needle to the Groove
- 1985: Fresh Is the Word
- 1988: Join Me Please … (Home Boys – Make Some Noise)
- 1991: Flower Child
- 1999: One Time, Feel Fine (mit Traylude)
- 2000: We Can Do This
- 2003: Twist (Goldfrapp vs. Mantronix; VÖ: 3. November)
- 2010: Hardcore Hip Hop (VÖ: Mai)
- 2012: How Did You Know / 77 Strings (Hifi Sean Mixes) (VÖ: 15. Oktober)